# Kim Chae-won (sinh 2000)
Đây là một tên người Triều Tiên, họ là Kim.
Kim Chae-won (Hangul: 김채원; Hanja: 金采源; Hán-Việt: Kim Thái Nguyên; sinh ngày 1 tháng 8 năm 2000) là một ca sĩ thần tượng người Hàn Quốc. Cô là cựu thành viên của nhóm nhạc nữ dự án Hàn Quốc - Nhật Bản IZ*ONE hoạt động từ năm 2018 đến năm 2021. Hiện tại, cô đang là trưởng nhóm của nhóm nhạc nữ LE SSERAFIM được thành lập bởi Source Music và Hybe Labels.

## Tiểu sử
Kim Chaewon tham gia cuộc thi "Ca khúc thiếu nhi" của đài KBS vào năm 2012. Cô nàng còn từng là thực tập sinh của công ty Woollim Entertainment trong khoảng 11 tháng. Cô cũng từng đóng MV "Let Me" của Golden Child.
Chaewon sinh ra trong một gia đình có truyền thống làm nghệ thuật. Cô còn được biết đến con gái của nữ diễn viên sân khấu Lee Ran Hee.

## Sự nghiệp

### 2018–2021:Produce 48và IZ*ONE

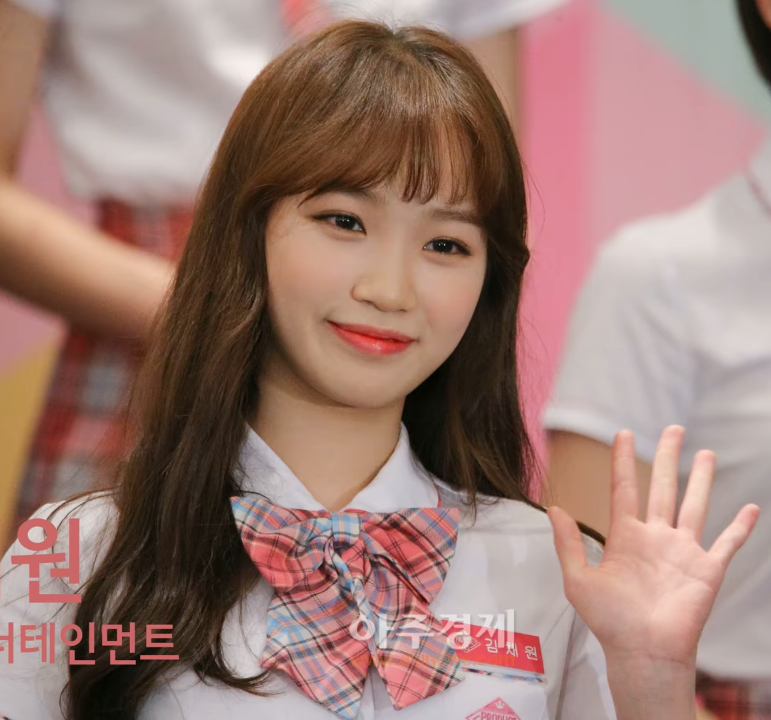
Kim Chae-won tại Produce 48

Năm 2018, Kim Chae-won tham gia chương trình truyền hình thực tế tuyển chọn thành viên nhóm nhạc nữ Produce 48 với tư cách là thực tập sinh của Woollim Entertainment cùng ba thực tập sinh cùng công ty khác là Kwon Eun-bi, Kim So-hee và Kim Su-yun. Ngày 31 tháng 8 năm 2018, trong đêm chung kết của chương trình, Kim Chae-won đã đạt hạng 10 chung cuộc và được ra mắt trong nhóm nhạc dự án IZ*ONE. Ngày 29 tháng 4 năm 2021, IZ*ONE chính thức tan rã sau 2 năm 6 tháng hoạt động.

### 2022–nay: LE SSERAFIM
Ngày 6 tháng 4 năm 2022, Source Music công bố rằng Kim Chae-won là thành viên thứ 4 của nhóm nhạc nữ sắp ra mắt LE SSERAFIM., cùng với cựu thành viên Iz*One, Miyawaki Sakura.
Chae-won đảm nhận vị trí trưởng nhóm, lead vocal và lead dancer của nhóm. LE SSERAFIM ra mắt công chúng vào ngày 2 tháng 5 năm 2022, cùng với album đầu tay Fearless.
Vào ngày 4 tháng 4 năm 2024, Kim được công bố sẽ góp mặt trong ca khúc "Spruce", nằm trong album phòng thu thứ 5 của Tori Kelly là Tori

## Chương trình truyền hình
| Năm  | Chương trình                                    | Kênh | Vai trò                | Ghi chú                            |
| ---- | ----------------------------------------------- | ---- | ---------------------- | ---------------------------------- |
| 2018 | Produce 48                                      | Mnet | Thí sinh               | Xếp thứ 10/12 chung cuộc           |
| 2018 | IZ*ONE Chu                                      | Mnet | Thành viên IZ*ONE      | Truyền hình thực tế Hàn Quốc       |
| 2020 | Eyes On Me: The Movie                           |      | Thành viên IZ*ONE      | Phim tài liệu của nhóm IZ*ONE      |
| 2022 | LE SSERAFIM Documentary: The World Is My Oyster |      | Thành viên Le Sserafim | Phim tài liệu của nhóm Le Sserafim |